# Pragmàtica Sanció de 1776
La Pragmàtica Sanció de 1776, titulada Pragmàtica Sanció per evitar l'abús de contreure matrimonis desiguals, va ser sancionada per Carles III el 23 de març de 1776 per a Espanya. A les possessions americanes d'ultramar la seva aplicació va començar en acabada l'emissió, al Palau Reial d'El Pardo, el 7 d'abril de 1778, d'una reial cèdula «declarant la forma en la qual s'ha de guardar i complir a les Índies la Pragmàtica Sanció de 23 de març de 1776 sobre contreure matrimonis».
Als trenta anys posteriors a la seva emissió, va ser modificada i reiterada diverses vegades: 26 i 31 de maig de 1783, 8 i 22 de març de 1787, 19 d'abril de 1788, 8 de febrer de 1790], 11 de juny de 1792, 27 de febrer de 1793 i 17 de febrer de 1798, fins a ser, pràcticament, resancionada l'1 de juny de 1803 com la "Reial Cèdula sobre matrimonis de fills de famílies".

## Modificacions i reiteracions
Modificava de manera substancial l'actitud reial respecte de les decisions matrimonials dels seus súbdits «des de les classes més altes de l'estat fins a les més comunes del poble». A Amèrica, fins a 1803, els «mulats, negres, coyetes i individus de castes i races semblants tinguts i reputats públicament per aquests» van quedar exclosos dels abasts de la Pragmàtica Sanció.

Pel que fa a les limitacions dels matrimonis nomenats morganàtics en la família reial, es va discutir (sobretot en ocasió del casament de l'aleshores Príncep d'Astúries Felip de Borbó amb Letizia Ortiz) si en un cert mode continua vigent o si ja no té cabuda a l'ordenament jurídic posterior a la Constitució de 1978, que reconeix la igualtat davant la llei però manté el dret històric de la institució monàrquica.
| « | La Constitució reconeix l'ordre regular o lleis dinàstiques de successió des de l'arribada al tron de Felip IV fins ara. Així, doncs, la Constitució reconeix la vigència de la Pragmàtica Sanció de 1776, decretada per Carles III que pretenia evitar la proliferació de matrimonis morganàtics o contrets entre persones desiguals i prohibia que reis i infants sota la pena de perdre els seus drets a la reialesa, s'esposessin amb persones de rang o condició inferior. Per aquest motiu, l'11 de juny de 1933, estant en l'exili, el senyor Alfons de Borbó, Príncep d'Astúries, va renunciar als seus drets per casar-se amb la cubana Edelmira Sampedro-Ocejo. | » |